# Stradone Martiri della Libertà
Lo stradone Martiri della Libertà è un importante viale che sorge al confine fra i quartieri Parma Centro e Cittadella. Primo boulevard italiano su modello di quelli francesi, è lungo 720 m e largo 40 m e attraversa le zone più eleganti della città di Parma.

## Storia
Nel 1759 il primo ministro ducale Guillaume du Tillot decise di creare un grande viale alberato con la funzione di elegante passeggio pubblico; individuò per tale scopo un'area allora degradata e occupata da un terrapieno, corrispondente alle antiche mura demolite nel XVI secolo immediatamente a sud della città, in occasione dell'edificazione, per volere del duca Alessandro Farnese, della fortezza della Cittadella.
Incaricò del progetto l'architetto di Corte Ennemond Alexandre Petitot, che si ispirò ai boulevard parigini: l'ampia strada sarebbe stata suddivisa simmetricamente in tre diverse parti, di cui una più ampia centrale, destinata al transito delle carrozze, e due più strette laterali, destinate al passeggio e per questo puntellate da numerosi sedili in marmo; tra una corsia e l'altra erano previsti inoltre doppi filari di alberi: gelsi, pioppi, olmi e ippocastani. Per rendere ancora più elegante e scenografico il viale e accentuarne la funzione di passeggio pubblico, l'architetto progettò contestualmente anche il Casino del Caffè, che sarebbe stato edificato all'estremità orientale dello stradone, in posizione leggermente sopraelevata in corrispondenza di un angolo delle mura. In opposizione a esso, all'estremità occidentale (corrispondente all'attuale incrocio con strada Farini), il Petitot pianificò il posizionamento della monumentale Colonna Borbone, da lui stesso disegnata: alta circa 13 m, la colonna prevedeva in sommità un capitello ionico con volute quadrate, su cui avrebbe dovuto essere innalzato lo stemma borbonico.
La costruzione fu avviata nel 1760 e, con alcune modifiche rispetto al progetto iniziale, proseguì per alcuni anni; nel 1762 iniziò anche il cantiere del Casinetto, mentre la colonna fu scolpita altrove per il suo successivo trasferimento; tuttavia, durante il trasporto lungo il fiume Taro, essa si ruppe e cadde fra le acque, perdendosi irrimediabilmente.

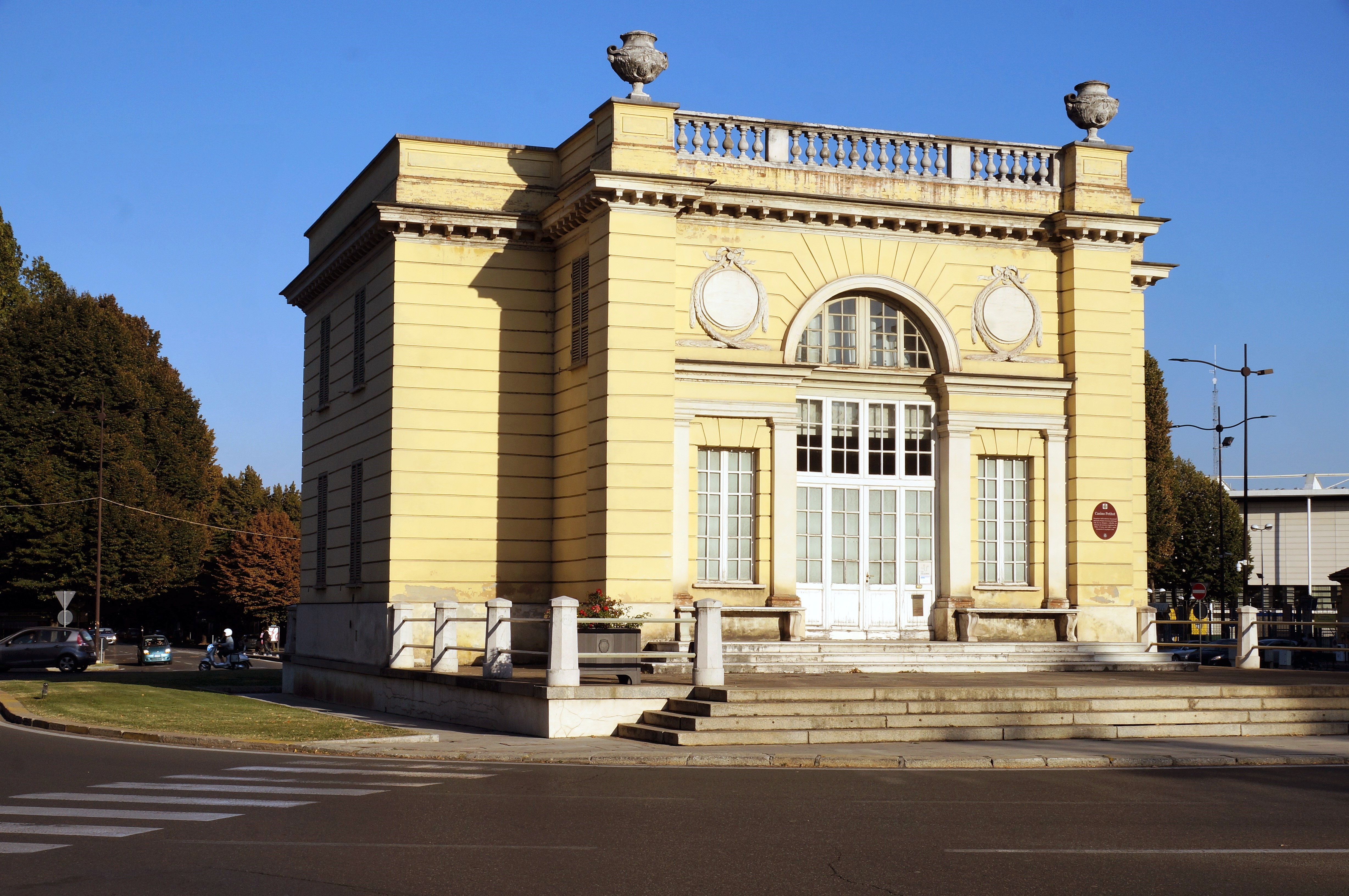
Casinetto Petitot

Lo stradone e il Casino furono solennemente inaugurati alla presenza del duca Filippo di Borbone il 24 giugno 1766, durante la notte di San Giovanni.
Verso la fine del XIX secolo il viale fu allungato oltre barriera Farini fino al Lungoparma, tracciato all'epoca. Fu intitolato nel 1901 al re Umberto I di Savoia e dal 1901 formò un unico asse col nuovo ponte Umberto I (attuale ponte Italia); il prolungamento fu però distinto dallo Stradone a partire dal 1951, quando venne intitolato ad Agostino Berenini, mentre lo Stradone prese l'attuale denominazione.
Fin dagli inizi del XX secolo, con l'espansione della città, iniziarono a essere edificate le prime costruzioni attorno al viale, a partire dalla zona più prossima al Lungoparma; il quartiere da allora si caratterizzò per le eleganti ville liberty con giardini, intervallate da alcuni palazzi, tra cui l'imponente Palazzo Giordani.
Oggi il viale, seppur molto trafficato nella parte centrale, è ancora affiancato dai due controviali pedonali intervallati da filari di alti ippocastani.